# Minucia diffusa
Minucia diffusa är en fjärilsart som beskrevs av Embrik Strand 1914. Minucia diffusa ingår i släktet Minucia och familjen nattflyn. Inga underarter finns listade i Catalogue of Life.